# Hans Alexander Fischer
Hans Alexander Fischer (* 18. Mai 1916 in Bern; † 3. Juli 2000 in Jaberg) war ein Schweizer Restaurator, Maler und Grafiker.

## Leben

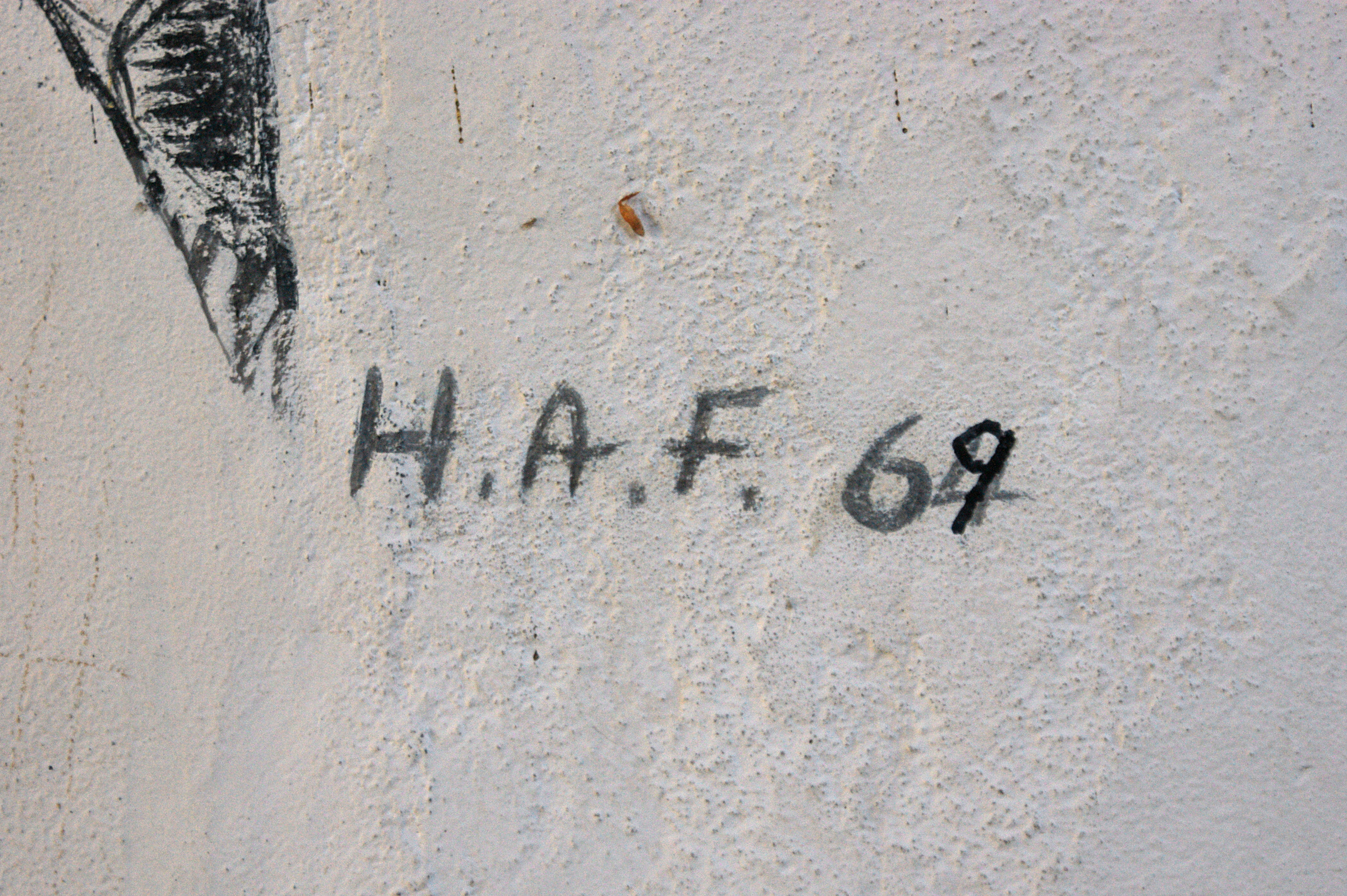
Hans Alexander Fischer: Signatur am Sgraffito Ländtetor in Bern (1964)

Hans Alexander Fischer wurde 1919 in Bern geboren. Nach seiner Lehre als Maler und Restaurator in der Berner Firma De Quervain & Schneider liess er sich an der École nationale des Beaux-Arts in Dijon zum Kunstmaler, Freskanten und Graphiker ausbilden. Zurück in Bern, gründete Fischer 1943 ein Restaurierungsatelier.
Dieses bildete bis in die späten 1970er Jahre Restauratoren aus und kompensierte damit das Fehlen einer eigentlichen Ausbildungsstätte in der Schweiz. Die Problematik einer fehlenden Ausbildungsmöglichkeit für Restauratoren in der Schweiz im Blick, entwickelte Fischer zusammen mit dem Kanton Bern, der Stadt Bern und der Burgergemeinde Bern ein erstes Projekt für Lehrwerkstätten für Restauratoren. Es wurde die Bernische Denkmalpflege-Stiftung gegründet, die als Trägerschaft der geplanten Institution dienen sollte. Nach dem Ausscheiden von Hans Alexander Fischer aus dem Projekt dauerte es noch über zehn Jahre, bis in den 1980er Jahren mit der Fachklasse für Konservierung und Restaurierung an der Kunstgewerbeschule Bern eine schweizweit erste Ausbildungsstätte für Restauratoren geschaffen wurde.

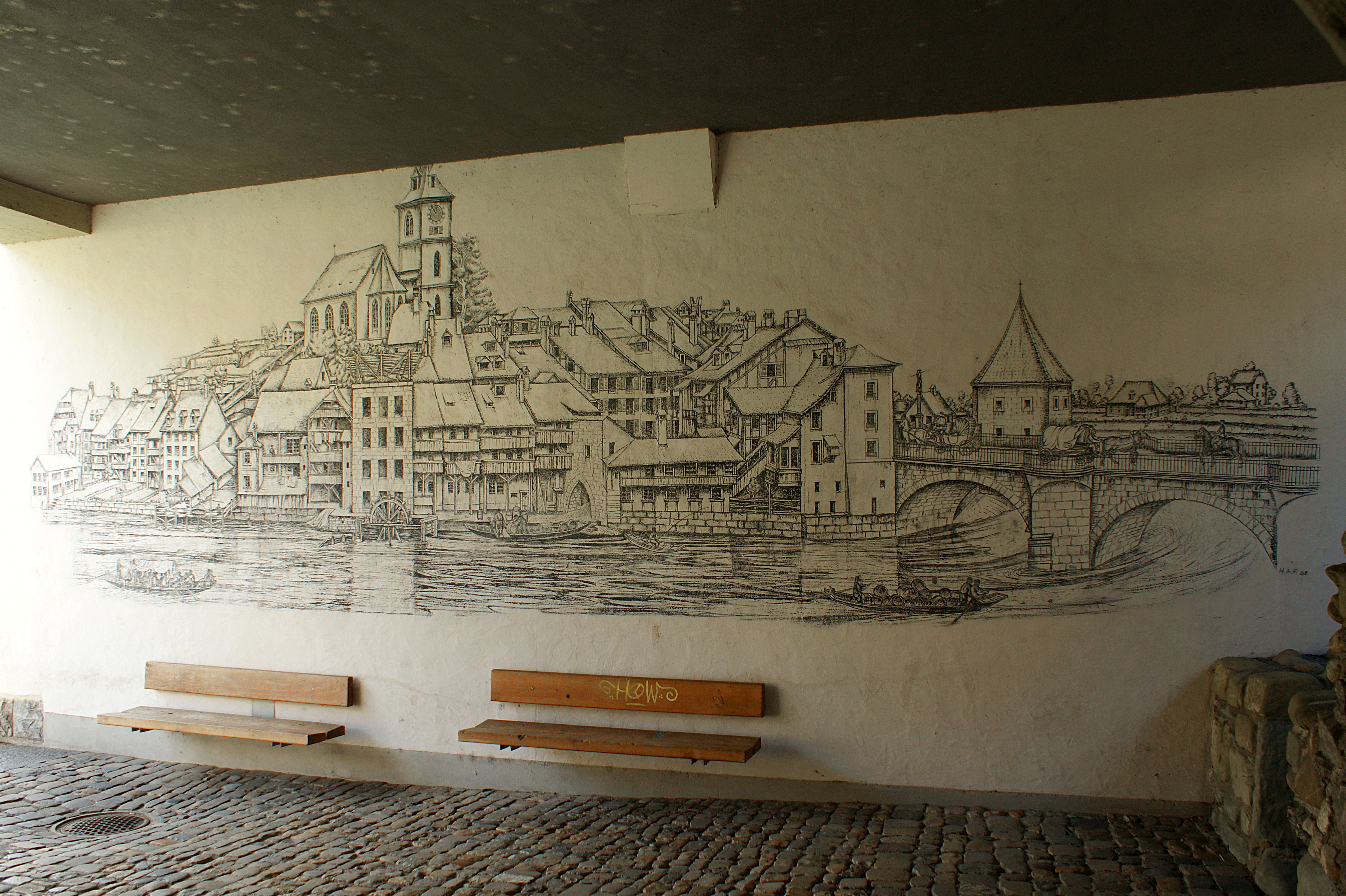
Hans Alexander Fischer: Sgraffito Ländtetor in Bern (1964)

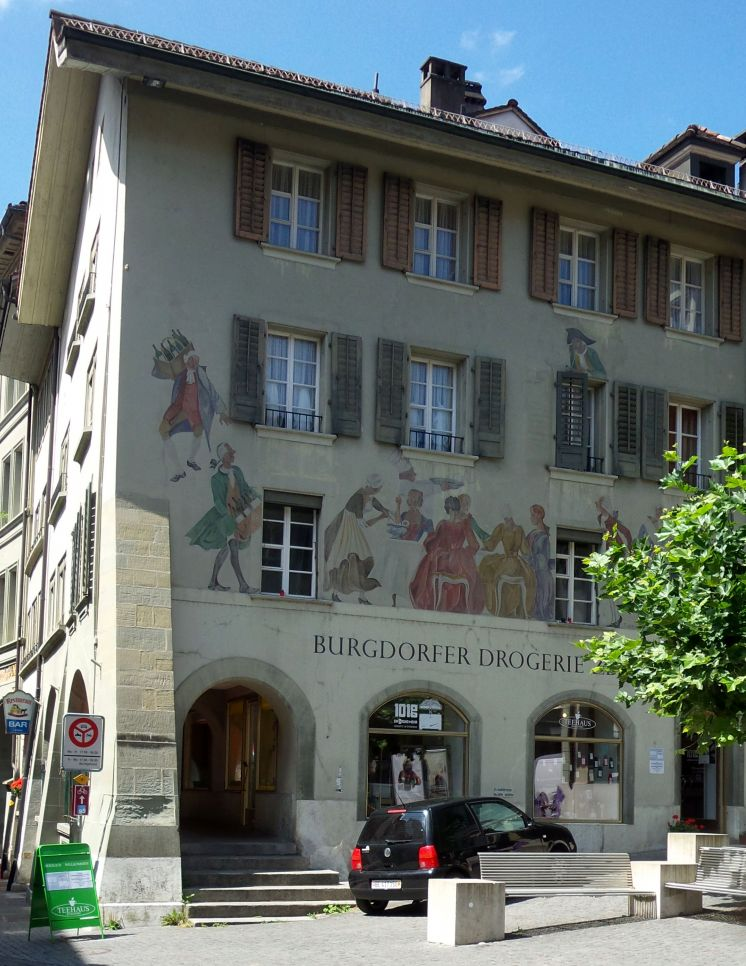
Wandbild Hühnersuppenmahl von Fritz Traffelet (1936) und Restauration Hans A. Fischer (1966)

1974 trat der Sohn Michael Fischer, der zuvor eine Lehre als Vergolder abgeschlossen hatte, in den väterlichen Betrieb ein. Fünf Jahre später wurde das Einzelunternehmen in eine Aktiengesellschaft, die H. A. Fischer AG, umgewandelt. Hans Alexander Fischer zog sich nach und nach aus dem Geschäft zurück, und 1984 übernahm Michael Fischer mit seiner Frau das Unternehmen. Dieses verlegte 1986 seinen Sitz von der Lorraine in das Mattequartier. Mit dem Eintritt von Matthias Kilchhofer in das Geschäft erfolgte die Umbenennung in «Fischer & Partner AG Restauratoren».
Die Firma restaurierte seit den 1940er Jahren über 1000 Objekte im Kanton Bern und im Umland, wie etwa die Figuren der Berner Brunnen oder das Kloster Fahr. Diese Restaurierungsarbeiten wurden gemäss der Charta von Venedig schriftlich und fotografisch dokumentiert und im Firmenarchiv überliefert.
Ab 1966 war Hans Alexander Fischer als Konsulent der Eidgenössischen Kommission für Denkmalpflege tätig. Zudem war er zeitlebens künstlerisch tätig und arbeitete mit verschiedenen Techniken. So gestaltete er etwa die Wand beim Ländtetor im Berner Mattequartier oder restaurierte und erneuerte 1966 das Wandbild Hühnersuppenmahl in Burgdorf BE von Fritz Traffelet von 1936. 1988 wurde Hans Alexander Fischer an der Universität Bern der Titel des Dr. honoris causa verliehen. Fischer starb 2000 in Jaberg.